# Polskie Towarzystwo Artystyczne „Ars Musica”
Polskie Towarzystwo Artystyczne „Ars Musica” – polska organizacja artystyczna  działająca na terenie Zaolzia promująca kulturę polskiej mniejszości narodowej w Republice Czeskiej.

## Charakterystyka
PTA Ars Musica powstało w lutym 1999 w Czeskim Cieszynie jako niezależna organizacja z osobowością prawną. Celem organizacji jest promowanie kultury polskiej mniejszości narodowej w RC, zwłaszcza muzycznej, ludowej i teatralnej, jak również opieka organizacyjna i materialna nad zespołami o wyższym poziomie artystycznym, w szczególności ludzi młodych.
Obecnie w ramach PTA Ars Musica zrzeszone są następujące zespoły na zasadach członkostwa kolektywnego:
- Chór Studencki  "Collegium Iuvenum "[2]
- Chór Mieszany  "Canticum Novum"[3]
- Kapela Gorolsko "Zorómbek"[4]
- Zespół Studencki "Szkapa"[5]
- Chór Kameralny "Musicae Amantes"[6]
- Kapela Gorolsko "Sómsiek"[6]
- Kompania Osób Prywatnych "Amici Cantionis Antiquae"[6]
- Zespół Wokalny "Alaudae"[7]

## Działalność
Towarzystwo organizuje “Przegląd Kapel Ludowych” Zaolzia oraz przy współpracy innych instytucji (Centrum Pedagogicznego dla Polskiego Szkolnictwa Narodowościowego, Koło Macierzy Szkolnej PSP w Błędowicach, Kongres Polaków w RC, “Przegląd Szkolnych Zespołów Śpiewaczych”, “Festiwal Piosenki Dziecięcej”, eliminacje rejonowe "Przeglądu Cieszyńskiej Pieśni Ludowej" (dawnego “Śląskiego Śpiewania”) i Konkursu Recytacyjnego "Kresy". Stworzyło również regionalną centralę dla kapel ludowych (Zrzeszenie Kapel Ludowych), jak również udostępnia swoje strony internetowe dla Zrzeszenia Śpiewaczo-Muzycznego (zrzeszające polskie chóry zaolziańskie).

## Dyskografia
- 1992: „Hymny i ody J. Trzanowskiego"[14] w wykonaniu KOP "Amici Cantionis Antiquae"

- 2004: „Iuvenum koncertowo"[15] w wykonaniu chóru studenckiego "Collegium Iuvenum"
- 2006: „Novum koncertovo"[16] w wykonaniu chóru mieszanego "Canticum Novum"
- 2006: „Memento 1939-1945[17]" w wykonaniu chóru członków towarzystwa Ars Musica
- 2008: „Ło, przepiekne grónie"[18] w wykonaniu kapeli gorolskiej "Zorómbek"